# 240 (số)
240 (hai trăm bốn mươi) là một số tự nhiên ngay sau 239 và ngay trước 241.
Ngoài ra, 240 là:
- Một số bán hoàn hảo.[1]
- Một số được nối bởi hai ước của nó.[2]
- Một số có tổng cộng 20 ước số (1, 2, 3, 4, 5, 6, 8, 10, 12, 15, 16, 20, 24, 30, 40, 48, 60, 80, 120 và 240), nhiều hơn bất kỳ con số nào trước 240.[3]
- Một số có 20 ước và 20 chia hết cho 240.[4]